# Barátok közt (22. évad)
A Barátok közt 22. évadát 2019. július 15-étől 2020. július 10-ig vetítette az RTL Klub. 2020. április 27-én megújult a sorozat főcímdala és arculata.

## Az évad szereplői
- Bartha Krisztián (Seprenyi László) (2020. júniusig)
- Bartha Zsolt (Rékasi Károly)
- Beleznai Zita (Csáki Edina) (epizódszerepben)
- Berényi Attila (Domokos László)
- Berényi Ágnes (Gubík Ági) (2020. január)
- Berényi Balázs (Aradi Balázs) (2020. márciusig, december)
- Berényi Bandi (Bereczki Gergely) (2020. márciusig, május–július, október, december)
- Berényi Claudia (Ábrahám Edit)
- Berényi Júlia (Mérai Katalin)
- Berényi Timi (Pásztor Virág)
- Brezi Eszter (Bajor Lili) (2020. augusztus–szeptember)
- Dr. Balogh Nóra (Varga Izabella)
- Dr. Ferenczy Orsolya (Lóránt Kriszta) (2020. július)
- Epres Adél (Papp Barbara)  (2020. októberig)
- Farkas Tamara (Koós Réka) (epizódszerepben
- Fekete Alíz (Nagy Alexandra)
- Fekete Luca (Truckenbrod Fanni)
- Fekete Tünde (Murányi Tünde) (2020. júniustól)
- Harmath Árpád (Földes Tamás) (2020. augusztustól)
- Harmath Gergő (Pesák Ádám)  (2020. októberig)
- Harmath Szonja (Bátyai Éva)
- Háros Kornél (Endrédy Gábor) (2020. októbertől)
- Illés Máté (Kiss Lénárd), (Csizmadia Máté Noel)
- Illés Vanda (Kardos Eszter)
- Keleti Ágoston (Baksa András) (2020.)
- Kertész Bözsi (Szilágyi Zsuzsa) (2020. júniusig, októbertől)
- Kertész Ildikó (Janza Kata) (2020. május–július)
- Kertész Vilmos (Várkonyi András) (2020. júniusig, októbertől)
- Kovács Hugó (Kovács András Bátor) (epizódszerepben)
- Maróthy Konrád (Egyházi Géza) (epizódszerepben)
- Novák Gizella (Gyebnár Csekka)
- Novák László (Tihanyi-Tóth Csaba)
- Pataki Gáspár (Volosinovszki György) (2020. novembertől)
- Ray Jackson (Harmath Imre) (2020.)
- Rácz Lara (Pályi Stefánia) (2020. január–április)
- Rácz Rozi (Rácz Rita) (2020. március–április)
- Selmeczi Vince (Nagy Péter János) (2020. januártól)
- Somogyi Levente (Karalyos Gábor) (2020. márciustól)
- Somogyi Simon (Tóth Károly)
- Somogyiné Bányai Evelin (Sára Bernadette) (epizódszerepben)
- Sonny (Varga Balázs) (epizódszerepben)
- Szekeres Dorka (Litauszky Lilla) (2020. augusztustól)
- Székely Csongor (Veréb Tamás) (2020. április–július)
- Szántó Áron (Volosinovszki György ) (2020. október–november)
- Szilágyi Oszkár (Gombos Krisztián)
- Tóth Gábor (Tóth András) (időnként feltűnik)
- Török Maja (Simon Boglárka) (2020.)
- Urbán Armand (Lugosi György) (2020.)
- Vajda Győző (Lőrincz Erik) (epizódszerepben)
- Várhegyi Klára (Bánfalvy Ágnes) (2020. április)
- Várhegyi Olivér (Szabó Máté)
- Várhegyi Panni (Jakab Ada)
- Veintraub Gigi (Görgényi Fruzsina)
- Vida Rudi (Csórics Balázs) (2020. június)

## Az évad befejező része
- Alíz elkezdi mindenért Zsoltot hibáztatni, és bár a család nem ért vele egyet, a Mátyás király tér rosszfiúja úgy dönt, kilép sógornője életéből.
- Vanda repes a boldogságtól, de kis idő múltán szembesül a szívfacsaró valósággal…
- Júlia veszélyt érez a lányával kapcsolatban, emiatt pedig drasztikus lépésre szánja el magát.